# American Tabloïd
 (août 2023).
Si vous disposez d'ouvrages ou d'articles de référence ou si vous connaissez des sites web de qualité traitant du thème abordé ici, merci de compléter l'article en donnant les références utiles à sa vérifiabilité et en les liant à la section « Notes et références ».
American Tabloïd est un roman policier de James Ellroy, paru en 1995. Il est le premier volet de la trilogie Underworld USA —, le second étant American Death Trip (The Cold Six Thousand) et le troisième Underworld USA (Blood's a Rover).

## Résumé
Dans ce premier volet comptant quelque 800 pages et allant du 22 novembre 1958 au 22 novembre 1963 (date de l'assassinat de John Fitzgerald Kennedy à Dallas), Ellroy nous dévoile les coulisses du pouvoir à travers les destins croisés de trois hommes : Pete Bondurant, Kemper Cathcart Boyd et Ward Junior Littell. Tous trois, entretenant des liens divers avec la mafia, Jimmy Hoffa des Teamsters, la famille Kennedy, la CIA, le FBI et son légendaire patron John Edgar Hoover, mettent en lumière de façon inattendue la corruption régnant à cette époque aux États-Unis, la poursuite des intérêts de ces différents groupes ou individus (à noter, par exemple, le récurrent : « Le grand Pete cherche une femme. Expérience du chantage souhaitée. ») ainsi que les liens troubles qui unissaient ces différentes parties. Nous y (re)découvrons aussi l'échec de l'épisode de la baie des Cochons et nous voyons, en creux, se dessiner l'attentat contre John F. Kennedy.
À l'instar des autres volumes de la trilogie (dont le dernier a paru en France en janvier 2010), la noirceur est au rendez vous.
Personne n'est épargné, de JFK à la CIA, des grands parrains de la mafia au FBI…
Toute cette période de l'histoire américaine est dépeinte comme un champ de bataille, une lutte permanente d'influences. Le tout apparaît comme un reflet maléfique des valeurs morales, puritaines et bienfaitrices que l'on a coutume d'attacher aux « happy days » des années 1950-1960 américaines.
Volontiers accentués, déformés voire carrément inventés, les faits dépeints dans American Tabloïd — qui reste avant tout un roman — ont pour principal mérite de questionner la vision manichéenne d'une époque.
Bien que l'auteur ait toujours entretenu l'ambigüité quant à la part de vérité et de fiction, ce livre ne se veut pas exclusivement le fruit d'une enquête et ne se fonde pas systématiquement sur des preuves.
Même si l'imagination romanesque d'Ellroy est assez débridée, le canevas général de American Tabloïd respecte globalement les faits historiques. Les liens entre Kennedy et la mafia via Sinatra, ses problèmes de dos qui empêchaient JFK d'avoir des relations sexuelles trop longues, le financement de l'épisode baie des Cochons par la vente de drogue ou le revirement de Castro ne sont que quelques exemples de faits avérés même si l'auteur prend la liberté d'y mêler ses personnages.

## Sommaire

### Partie I, Extorsions, Novembre - Décembre 1958
« Extorsions » ne couvre que 26 jours, présente les trois personnages principaux, et établit leurs relations, leurs histoires, et leurs trajectoires. 
Pete Bondurant est un ancien flic du Département du Sheriff du Comté de Los Angeles. C’est une brute, qui a été virée de la police après le décès d’un prévenu qu’il a battu à mort. Il travaille pour le milliardaire Howard Hughes. Pete Bondurant monte de minables affaires d’extorsion de fonds et de chantage à la petite semaine. Pete Bondurant est également un exécuteur de basses œuvres de Jimmy Hoffa, le Président du Syndicat des Camionneurs. Ce dernier le charge de faire « disparaitre » les témoins dans une affaire de fraude immobilière sur laquelle enquête  le Comité McClellan dont un des membres les plus virulents est Robert Kennedy.  
Kemper Boyd est un agent du FBI, originaire du sud des États-Unis. Il est issu d’une famille riche qui a été ruinée par la crise de 1929. C’est un homme ambitieux qui se damnerait pour la richesse et le pouvoir. C’est un homme multiple d’abord agent du FBI, il deviendra agent double  quand J. Edgar Hoover le chargera d’infiltrer les Kennedy. Il deviendra agent triple quand il sera recruté par la CIA pour participer à l'organisation de l’invasion de Cuba. Il deviendra agent quadruple quand il sera engagé par la mafia pour organiser l’assassinat de Fidel Castro.
Ward J. Littell est également un agent du FBI. C’est un ami de Kemper Boyd son ancien partenaire et mentor. Bien qu’affecté à la surveillance des activités du Parti Communiste Américain, sa haine mêlée de respect du crime organisé le pousse à postuler en vain à une place au Programme des Grands Criminels du FBI.
Chacun des trois protagonistes (Boyd et Littell pour J. Edgar Hoover, Bondurant pour Jimmy Hoffa) monte un traquenard visant à salir la réputation du sénateur John F. Kennedy en l'impliquant dans une relation sexuelle avec une call-girl. La mise sur écoute est un succès, mais la famille Kennedy, lorsqu’elle découvre que le journal à scandale « L’indiscret » d'Howard Hughes s’apprête à publier les relevés des écoutes, empêche la publication du tabloïd. À l’instigation de Hoover, Kemper Boyd se rapproche de John Kennedy et de son frère cadet Robert Kennedy. Infiltré auprès de la famille Kennedy, il a pour mission d’informer le Directeur du FBI sur l’activité du Comité McClellan, dont Robert Kennedy est membre. Ce comité enquête sur les activités du crime organisé et la collusion d’intérêts entre la Teamster’s Union, le syndicat des camionneurs de Jimmy Hoffa, et la mafia. Mais très vite Kemper Boyd se lie d’amitié avec John Kennedy. Bien qu’il n’apprécie guère Bobby Kennedy qui se méfie de lui, Kemper Boyd va très vite se détourner de sa mission et sincèrement s’associer à la destinée des Kennedy qui, avec leur richesse et leurs privilèges, incarnent tout ce à quoi Kemper Boyd rêve. Ward J. Littell, à travers Kemper Boyd qu’il informe, se retrouve lié lui aussi aux Kennedy. Il partage avec Bobby Kennedy une haine viscérale pour le crime organisé. 

### Partie II, Collusion, Janvier 1959 - Janvier 1961
La partie « Collusion » s'ouvre le 1er janvier 1959 avec le renversement à Cuba du gouvernement de Fulgencio Batista par le révolutionnaire Fidel Castro. Les trois protagonistes commencent à interagir à des degrés divers : Pete Bondurant et Kemper Boyd deviennent tous deux agents de la CIA. Kemper Boyd, dans le même temps, continue de tisser des liens avec la famille Kennedy en travaillant à la campagne présidentielle de JFK. Avec la CIA, la mafia (qui cherchent à récupérer ses casinos de La Havane nationalisés par Fidel Castro) et les réfugiés cubains d'extrême droite, Pete Bondurant et Kemper Boyd travaillent au renversement du nouveau régime communiste de Cuba, à l’assassinat du leader cubain et à l’invasion de l’ile. Ward J. Littell est de plus en plus mécontent du travail de surveillance des activités communistes américaines dans lesquelles J. Edgar Hoover le cantonne au FBI. Il entame de sa propre initiative une enquête sur le crime organisé. La majeure partie des informations qu’il récolte sont anonymement transmises à Bobby Kennedy par Kemper Boyd. Grâce à une série d’écoutes illégales, Ward J. Littell découvre que la Caisse de retraite de l’Union des Camionneurs de Jimmy Hoffa est utilisée par des mafieux pour attribuer des prêts usuraires à d’autres mafieux et qu’elle finance ainsi des activités criminelles. Ward J. Littell découvre que la comptabilité occulte de cette caisse est tenue par Jules Schiffrin, un petit mafieux de Lake Geneva dans le Wisconsin. Ward J. Littell va contraindre Jack Ruby à chercher l’emplacement de la maison de Schiffrin. Mais Jack Ruby avertit Pete Bondurant des intentions de Ward J. Littell, et à la demande de Kemper Boyd, qui craint de voir dévoiler l’opération cubaine, Ward J. Littell est tabassé par Pete Bondurant. Remis de son passage à tabac, Littell est viré du FBI par Hoover qui fait révoquer sa pension et, en l’inscrivant sur la liste noire des sympathisants communistes, le grille auprès de tous les barreaux des États-Unis. Ward J. Littell repère finalement la maison de Schiffrin, la cambriole et dérobe lui-même les livres de compte. Il parvient à en déchiffrer le code et se rend compte que Joseph Kennedy, le père de JFK, prête depuis des années des millions de dollars à la caisse ce qui fait de lui le principal usurier de la mafia. John Kennedy est élu président. Son frère Bobby va devenir, après l’investiture, General Attorney (Ministre de la Justice). Kemper Boyd, à qui Ward J. Littell a appris le rôle de Joseph Kennedy dans le financement de la caisse, tente, en vain d’obtenir un emploi pour Littell dans l’administration Kennedy. John F. Kennedy est investi président des États-Unis.

### Partie III, Cochons, Février - Novembre 1961
Pour la CIA, Kemper Boyd et Pete Bondurant travaillent à l’organisation d’un camp à Blessington en Floride. Des exilés cubains anticastristes y sont regroupés, armés et formés en vue d’une invasion militaire de Cuba. Les exilés sont recrutés par la «Tiger Kab», une compagnie de taxi de Miami détenue par Jimmy Hoffa et qui emploie exclusivement des réfugiés cubains anticastristes. La CIA installe également une « klaverne » du Ku Klux Klan pour tenir les « ploucs locaux » éloignés des affaires du camp. Carlos Marcello, parrain de la mafia de la Nouvelle-Orléans fournit de l’héroïne, dont la revente permet le financement du camp. Bobby Kennedy, devenu Ministre de la Justice, poursuit sa croisade contre le crime organisé. N’étant pas au courant de l’implication de Carlos Marcello dans le plan de la CIA, il le fait expulser vers le Guatemala (le lieu de naissance qui figure sur ses documents d’identité falsifiés). Pete Bondurant va faire échapper Carlos Marcello des mains de la police dès son atterrissage et l’installer dans une planque à Guatemala City. Kemper Boyd recommande à Carlos Marcello de recruter Ward J. Littell comme avocat pour contester son extradition. Ward J. Littell se présente à Carlos Marcello et à Pete Bondurant dans leur planque. Il prête allégeance à Carlos Marcello dont il devient l’avocat et, en signe de soumission, lui remet les livres de la caisse (sans avouer qu’il les avait volés) expurgés des pages contenant les informations sur Joseph Kennedy qu’il conserve. Kemper Boyd, qui travaille déjà dans un groupe de travail sur les droits civiques pour Robert Kennedy, se voit confier une mission par le Président Kennedy qui ignore ses liens avec la CIA. Il lui demande d'évaluer l’état de préparation des exilés cubains du camp de Blessington et les chances de réussite du plan d’invasion de  Cuba. Après un simulacre de visite, naturellement Kemper Boyd recommande au président d'autoriser la mission, et assure à Kennedy qu’un succès à Cuba lui garantirait sa réélection. L'opération de la Baie de Cochons est lancée, mais Kennedy, au milieu de l'opération d’invasion, hésite et refuse de fournir l’appui aérien nécessaire. L'invasion est un cuisant échec et une humiliation pour Kennedy et toutes les parties concernées : la CIA, la mafia, Pete Bondurant et Kemper Boyd. La nuit-même de l’invasion ratée, Kemper Boyd est blessé de plusieurs balles dans une opération annexe visant à discréditer Fidel Castro dans de prétendus trafics d’héroïne en Floride. 

### Partie IV, Héroïne, Décembre 1961 - Septembre 1963
Grâce à la clientèle de Carlos Marcello, Ward J. Littell est devenu un véritable « avocat de la pègre ». À son tour, Jimmy Hoffa l'engage. Tout confirme que Bobby Kennedy est devenu son adversaire principal. Leur haine partagée des Kennedy rapproche Ward J. Littell et J. Edgar Hoover qui se réconcilient. Ce dernier le recommande à Howard Hughes qui l'engage. Après le fiasco de la Baie des Cochons, Kemper Boyd et Pete Bondurant proposent à la mafia d’organiser une tentative d'assassinat sur Fidel Castro. La mafia refuse. Boyd et Bondurant soupçonnent la mafia de soutenir à présent Fidel Castro avec qui elle serait entrée en négociation. Furieux, ils décident de se refaire de leurs pertes à la suite de l'échec de l'invasion en volant une livraison de plusieurs millions de dollars d’héroïne expédiée par Fidel Castro à la mafia. Dans le même temps, Ward J. Littell et Pete Bondurant avec l’assentiment de J. Edgar Hoover mettent en place une opération de chantage sexuel sur le Président Kennedy.  Ils font plusieurs enregistrements de John F. Kennedy en compagnie d’une femme Barb Jahelka, une danseuse qu’ils ont recrutée pour séduire et compromettre JFK. Kemper Boyd, qui malgré le fiasco de la Baie des Cochons est resté fidèle à JFK est furieux lorsqu'il découvre cette machination. Quand il rencontre Pete Bondurant pour obtenir des explications, ce dernier lui fait passer un enregistrement dans lequel JFK dénigre Kemper Boyd, son arrivisme qu'il trouve ridicule et son caractère envieux vis-à-vis de la famille Kennedy. Ironiquement c’est au même moment que Bobby Kennedy apprend que Kemper Boyd travaille pour la CIA. Il vire Kemper Boyd du Ministère de la Justice, rompant tous les liens qui lie ce dernier entretenaient avec les Kennedy. Kemper Boyd devient un ennemi mortel de la famille Kennedy. La mafia finit par découvrir que Kemper Boyd et Pete Bondurant sont les auteurs du vol de l'héroïne que leur a vendu Fidel Castro. Kemper Boyd accepte le prix que fixe la mafia pour les absoudre du vol et échapper à la mort : tuer le président Kennedy.

### Partie V, Contrat, Septembre - Novembre 1963
Kemper Boyd, Pete Bondurant et Ward J. Littell préparent l’assassinat du Président Kennedy prévu au cours d'une parade motorisée à Miami. Ils mettent en place tout le nécessaire pour faire porter le chapeau à des gauchistes. Sans être complètement explicite, Ward J. Littell informe J. Edgar Hoover de l’opération. L'attitude évasive de J. Edgar Hoover laisse supposer qu’une autre tentative d'assassinat est en préparation et qu’elle aura lieu quelques jours plus tard à Dallas. Les trois hommes réalisent qu'ils sont manipulés et que leurs préparatifs ont pour objectif de détourner d'éventuels soupçons du véritable attentat prévu à Dallas. Ils commencent à nettoyer leurs préparatifs et à effacer leurs traces à Miami. Kemper Boyd restitue la drogue à la mafia qui ne l'absout pas pour autant. Ward J. Littell rend visite à Bobby Kennedy. Il  lui remet les preuves de la collusion de son père avec la mafia. Son intention est de se venger personnellement de Bobby Kennedy « le Pur » et lui démontrant l'implication mafieuse de son père Joseph Kennedy. Il veut aussi lui donner les motifs de l’assassinat à venir de son frère : Les menaces que fait peser l'administration Kennedy sur le crime organisé.  Kemper Boyd retourne au Mississippi et essaie sans succès d'alerter la Maison Blanche, le Ministère de la Justice, les services secrets et le FBI de Dallas de l'imminence de l'attentat. Ward J. Littell retrouve Kemper Boyd à son hôtel et le tue sur commande de la mafia. Pete Bondurant, qui a quitté Miami pour Dallas, retrouve Barb Jahelka (la danseuse qu’il a poussé dans les bras du Président avant qu’elle devienne sa maîtresse). Il l’épouse. Plusieurs membres de la mafia convergent vers Dallas ce 22 novembre 1963 pour assister au « spectacle ». Le livre se termine à 12 h 30, alors que le cortège présidentiel traverse Dealey Plaza. Pete Bondurant, attablé dans un club de Commerce Street où danse sa femme, ferme les yeux et attend les coups de feu et les cris.